# Liste der Mieter im 1 World Trade Center (1971–2001)
Das originale One World Trade Center (auch bekannt als Nordturm, Turm 1, Gebäude 1 oder 1 WTC) war einer der Zwillingstürme des originalen „World Trade Center“-Komplexes in New York City. Der Nordturm wurde 1972 fertiggestellt, war 417 Meter hoch und bis 1973 das höchste Gebäude der Welt, bis er vom Sears-Tower (auch bekannt als Willis Tower) in Chicago abgelöst wurde.
Der Nordturm besaß im Gegensatz zu seinem Zwilling auf dem Dach eine 110 Meter lange Telekommunikationsantenne. Zusammen mit der Antenne war der Turm 527 Meter hoch. Weitere Merkmale, die den Nordturm von seinem Zwilling unterschieden, waren ein Vordach, das mit der Westfassade des Nordturms auf Straßenniveau verbunden war, sowie zwei Fußgängerwege, die sich von der West- und Südpromenade des Three (Marriott) und Six World Trade Center bis zur Nord- und Südfassade des Nordturms auf Platzniveau erstreckten, was bei dem Südturm fehlte. Die Adresse des Turmes lautete 1 World Trade Center. Der Komplex hatte durch seine Größe einen eigenen ZIP-Code (10048).
Das World Trade Center wurde durch die Terroranschläge am 11. September 2001 zerstört. Um 8:46 Uhr Ortszeit wurde der Nordturm vom Flugzeug des Fluges American-Airlines-Flug 11 getroffen. Dieser stürzte als zweiter Turm um 10:28 Uhr Ortszeit ein. Der Nordturm stand noch weitere 102 Minuten, nachdem das Flugzeug diesen getroffen hatte. Von den 2.977 Todesopfern befanden sich ungefähr 1.600 im Nordturm oder auf dem Boden.
Auf den Nordturm folgte das heute One World Trade Center, der im November 2014 eröffnet wurde. Der nördliche Pool des National September 11 Memorial and Museum markiert den Platz, wo einst der Nordturm stand.

## Mieter zur Zeit des Anschlages
Die nachstehende Mieterliste wurde aus der von CNN zitierten Originalliste der CoStar Group (einem Anbieter elektronischer Gewerbeimmobilieninformationen) zusammengestellt und stammt von UnBlinking.com. Der Hauptsitz von Cantor Fitzgerald befand sich im 1 World Trade Center.
Anmerkung: Stockwerke, die  rot  markiert sind, wurden von American-Airlines-Flug 11 getroffen und gehörten zur Einschlagszone, wobei die vom Einschlag betroffenen Stockwerke grau markiert sind.
| Stockwerk # | Firmen |
| ----------- | --- |
| 110         | Channel 2 (WCBS), Channel 4 (WNBC), Channel 5 (WNYW), Channel 7 (WABC), Channel 9 (WWOR), Channel 11 (WPIX), Channel 13 (WNET), Channel 31 (WPXN), Channel 47 (WNJU), WKCR-FM, WPAT-FM, WNYC-FM, WKTU-FM, CNBC, Genuity, CNN |
| 109         | Stockwerk für Technik |
| 108         | Stockwerk für Technik |
| 107         | Windows on the World, Greatest Bar on Earth, Wild Blue |
| 106         | Windows on the World, Windows on the World Wine School, Windows on the World Conference and Banquet rooms |
| 105         | Cantor Fitzgerald, eSpeed, Genuity |
| 104         | Cantor Fitzgerald, eSpeed, Channel 4 (WNBC), UmeVoice |
| 103         | Cantor Fitzgerald, eSpeed |
| 102         | Cantor Fitzgerald, Alliance Consulting Group, The Nishi-Nippon Bank Limited, PaineWebber, Kidder Peabody &amp; Co. |
| 101         | Cantor Fitzgerald, eSpeed, Boomer Esiason Foundation, Chances for Children (charity), Kidder Peabody &amp; Co. |
| 100         | Marsh & McLennan Companies |
| 99          | Marsh & McLennan Companies |
| 98          | Marsh & McLennan Companies |
| 97          | Marsh & McLennan Companies |
| 96          | Marsh & McLennan Companies, Sumitomo Mitsui Banking Corporation |
| 95          | Marsh & McLennan Companies |
| 94          | Marsh & McLennan Companies, Marsh Private Client Services, Guy Carpenter |
| 93          | Marsh & McLennan Companies, Fred Alger Management, Castle Convertible Fund Inc. |
| 92          | Carr Futures, Lower Manhattan Cultural Council, LMCC Art Program, LMCC Open Studios |
| 91          | American Bureau of Shipping, Cedel Bank International, Meyers Pollok Robbins, New Japan Securities International, Lower Manhattan Cultural Council, LMCC Art Program, LMCC Open Studios, Shiga Bank |
| 90          | American TCC International Group, Chugoku Bank, Dun & Bradstreet, Clearstream International, Pass Consulting Corporation |
| 89          | Barcley Dwyer, Bayview Services LLC, CIIC Group (US), Cosmos Services America, Daehan International, Drinker Biddle &amp; Reath, MetLife, Mutual International Forwarding, Strategic Communications Group, Wai Gao Qiao USA, Wall Street Planning Association, Banco LatinoAmericano de Exportaciones Sud America, Italian Wine &amp; Food Institute, Jun He Law Offices, Majestic Star Yacht Chartering, Tokyo Securities Company |
| 88          | Julien J. Studley, Viking Sea Freight, WTC Construction Manager |
| 87          | May Davis Group, Bank of Kinki, Okasan Securities, Thor Technologies |
| 86          | Julien J. Studley, Asiatic Chemical, Society of Satellite Professionals International |
| 85          | SMW Trading Corporation, Thermo Electron, Chicago Investment Group, Hyakugo Bank, Ohrenstein & Brown |
| 84          | Bright China Capital, David Peterson Law Offices, LG Securities America (Later merged separately to NH Investment &amp; Securities and KB securities), San-In Godo International Bank, Unicom Capital Advisors, Blue Star Line North America, Daehan International |
| 83          | Axcelera, General Telecommunications, eMeritus Communications, Lava Trading LLC, Network Plus, Global Crossings Holdings, Ameson Education and Culture Exchange Foundation, Taipei Bank, Toho Bank, Wako Securities America |
| 82          | New York Metropolitan Transportation Council, DMJM Harris |
| 81          | Bank of America, Blue Star Line North America, Network Plus, New Continental Enterprises |
| 80          | Agricor Commodities Corporation, Intrust Investment Realty, Noga Commodities Overseas, Noga Hotels New York, Shizuoka Bank, RLI Insurance Company, Bank of Yokohama, Zenshinren Bank, TheBeast.com |
| 79          | Daynard & Van Thunen Company, First Liberty Investment Group, Nikko Securities, Okato Shoji Company International, Securant Technologies, Iyo Bank, Symphoni Interactive LLC |
| 78          | Skylobby, Avenir, Baltic Oil Corporation, Cedar Capital Management Associates, Cheng Cheng Enterprises Holdings, Geiger & Geiger, Hyundai Motor Company(then with Hyundai Securities), International Trade Centre, Korea Local Authorities Foundation for International Relations, Meridian Ventures Holdings, Pacrim Trading & Shipping, Phink Path, Traders Access Center, Atinav Avenue, Korea Local Government Center, Partner Reinsurance Company, Thai Farmers Bank, Verona Fair Organization US Representative |
| 77          | Hal Roth Agency, Jun He Law Offices, Martin Progressive LLC, New-ey International Corporation, World Trade Centers Association, Alliance Continuing Care Network, Kuhne & Nagel, Partner Reinsurance Company |
| 76          | Stockwerk für Technik |
| 75          | Stockwerk für Technik |
| 74          | Morgan Stanley |
| 73          | Port Authority of New York & New Jersey, Morgan Stanley |
| 72          | Morgan Stanley |
| 71          | Morgan Stanley |
| 70          | Morgan Stanley |
| 69          | Morgan Stanley |
| 68          | Morgan Stanley |
| 67          | World Trade Institute, Port Authority of New York & New Jersey |
| 66          | Port Authority of New York & New Jersey |
| 65          | Boeing Aviation Technical Services, Morgan Stanley |
| 64          | Port Authority of New York & New Jersey, Morgan Stanley |
| 63          | Morgan Stanley, Airport Access Program |
| 62          | Morgan Stanley |
| 61          | Morgan Stanley |
| 60          | Asahi Bank, Morgan Stanley |
| 59          | Sidley Austin Brown &amp; Wood, Morgan Stanley |
| 58          | Sidley Austin Brown &amp; Wood |
| 57          | Sidley Austin Brown &amp; Wood |
| 56          | Sidley Austin Brown &amp; Wood |
| 55          | Pace University, World Trade Institute of Pace University, Benchmark Hospitality at Pace University (now Downtown Conference Center at Pace University) |
| 54          | Sidley Austin Brown &amp; Wood |
| 53          | AIG Aviation Brokerage, Bank of Taiwan, Bramax Manufacturing Corporation, China Resource Products USA, Keenan, Powers, & Andrews, LoCurto & Funk Inc., National Nydegger Transport Corporation, Pacrim Trading & Shipping, Pure Energy Corporation, Broadview Networks, French Embassy Financial Services, JACOM Corporation, TripleHop Technologies |
| 52          | Gayer, Shyu & Wiesel, Hill, Betts & Nash, Howly (US) Corporation, Leeds & Morrelli, Okasan Securities, RGL Gallagher PC, Williams Capital Group, Bramax Manufacturing Corporation, Temenos USA Wholesalers, Unifacemanu International |
| 51          | AT&amp;T Corporation, C&P Press, Chilean Government Trade Bureau, Chilean National Petroleum Company, Chilean Production Promotion Center, Chilean Trading Corporation, Tradeweb |
| 50          | Ready Biz Group, Medical Access, 212 Management Corp |
| 49          | Dai-Ichi Kangyo Trust Company of New York, Dai-Ichi Kangyo Bank, Overseas Union Bank, Pacific American Corporation |
| 48          | Dai-Ichi Kangyo Trust Company of New York, Dai-Ichi Kangyo Bank |
| 47          | ADERLY-USA, Adjusters International, American TCC International Group, Inc., ClearForest Corporation, First Union Securities, G.Z. Stephens, Inc., Pacific American Corporation, Quint Amasis LLC, Rollins Accounting, Tejas Securities Group, Inc., W.J. Export Import, Inc. |
| 46          | Alegra International, American Sino Trade Development Council, ASTDC, Auspic International Technology & Trade Group Co., Inc., Auto Imperial, Bank of Yokohama, Beyondbond, Inc., Bluesky Technologies Inc., Ceylon Shipping Corporation, Charles P. Chan, CPA, China U.S. Net Group, Inc., Consolidated Steelex Corporation, Dahao U.S.A. Corporation, China Inter-Ocean Transportation, Hitachi Software Engineering America Limited, Interglobe Communications, J&X Tan's Trading Co., Johnson & Johnson, Kading Companies S.A., KISCO Corporation (USA), Port Authority of New York & New Jersey, R.S. Property, Shandong Resources Inc., Shipping Services Italia, Sinopec USA, Inc., Smartcomm Group, Inc., Sri Larkan Travel, Inc., Strategic Alliance International Group, Suggested Open Systems, Suntendy America, Inc., T&T Enterprises International, Inc., Teleport Investment Management LLC, Thomas D. Mangione Limited, Tradeway, Inc., ViewTrade Group, World Imperial Realty Corporation, World News & Media Group, Inc., Yong Ren America Inc. |
| 45          | American Lota International, Bramax Manufacturing Corporation, China Construction America, Dunavant Commodity Corporation, Fertitta Enterprises, F.E. Wallace & Co., HS Futures LP, Hyundai Motor Company, Pure Energy Corporation, Security Traders Association, Software Research Associates America, Streamline Capital, BAO Hercules, Ching Fong Investment Company New York, Johnson Enterprises, SRA America, S. Stern Custom Brokers |
| 44          | Skylobby, Skydive restaurant, MetLife, Morgan Stanley, New York Society of Security Analysts, Market Technicians Association, Port Authority of New York & New Jersey |
| 43          | Port Authority of New York & New Jersey |
| 42          | Stockwerk für Technik |
| 41          | Stockwerk für Technik |
| 40          | Lehman Brothers, Commerzbank Capital Markets AG |
| 39          | Lehman Brothers, Cultural Institutions Retirement Systems, First Liberty Investment Group, Overseas Union Bank, Xcel Federal Credit Union, Tai Fook Securities, Circle International, Sun Hung Kai Securities |
| 38          | Lehman Brothers, Regional Alliance for Small Contractors, Turner Construction Company, GSW & Associates, GW Finance Corporation |
| 37          | Commodity Futures Trading Commission, Government of Thailand, S. Stern Custom Brokers, Thai Board of Investment, Thai Office of the Economic Counselor, Thai Trade Center, Port Authority of New York & New Jersey |
| 36          | Kemper Corporation |
| 35          | Kemper Corporation, Anne Pope Law Offices |
| 34          | Royal Thai Embassy Office, Port Authority of New York & New Jersey, Tourism Authority of Thailand |
| 33          | Berel & Mullen, China Daily Distribution Corporation, Data Transmission Network Corporation, Hu Tong International Company, Koudis International, MANAA Trading Group, MIS Service Company, Rachel & Associates, Serko & Simon, Golden King USA, American Bright Signs, China United Trading Corporation, Excel Shipping, Korean Associates Securities, Rohde & Liesenfeld, Lunham & Reeve, Inc., |
| 32          | Chang Hwa Bank, Rohde & Liesenfeld, Koudis International |
| 31          | Port Authority of New York & New Jersey, Empire Health Choice, EmpireBlue |
| 30          | Empire Health Choise, EmpireBlue |
| 29          | China Patent and Trademark Agent USA, World Travel, Seth Shipping Corporation, Taipei Bank, ZimAmerican Israeli Shipping Company |
| 28          | Port Authority of New York & New Jersey, Empire Health Choice, EmpireBlue |
| 27          | Bangkok Metropolitan Bank, Anthem, Empire Health Choice, EmpireBlue, Sinopec USA, Inc. |
| 26          | Garban Intercapital |
| 25          | Garban Intercapital, R.H. Wrightson & Associates, Cote d'Ivore Embassy Commercial Counselor, EXCO USA International, Harold I. Pepper Company |
| 24          | Empire Health Choice, EmpireBlue, Port Authority of New York & New Jersey, Dominican Republic Export Promotion Center, Electric Paper Inc., RN Forwarding |
| 23          | Empire Health Choice, EmpireBlue |
| 22          | Security Command Center, Cheng Xiang Trading USA, Chicago Board Options Exchange Corporation, G.C. Services, Gold Sky Inc., Kaiser Overseas, Karoon Capital Management, MLU Investment, Pluto Commodities, P. Wolfe Investments, Tai Fook Securities, The SCPIE Companies, Unicom Capital Advisors, AMROC International Company, Central Trust of China, China Steel, New York Metropolitan Transportation Council, SySoft e-Business Lab |
| 21          | Avesta Computer Services, Continental Logistics, Dongwon Securities Company (then part of Dongwon Industries), Friends Ivory & Sime, Friends Villas Fischer Trust, Infotech Commercial Systems, Law Offices of Roman V. Popik, Lief International, Tower Computer Services, United Seamen's Service (USS-AMMLA), 1 Stop Investment Advice, Brauner International Corporation, Cat Technology Inc., Wired Cat, J.D. Smith Customs Broker, Marc Commodities, Regional Alliance for Small Contractors, United Hercules |
| 20          | Empire Health Choice, EmpireBlue, Rohde & Liesenfeld |
| 19          | Port Authority of New York and New Jersey, Adams McFarlane LLC (NexxtHealth), Excel Shipping, HZ Bernstein Air Freight, Empire Health Choice, EmpireBlue |
| 18          | Neovest, I/B/E/S International Inc., SportsGelt LLC |
| 17          | ABC International, Masterpiece International, Nippon Express USA, Empire Health Choice, EmpireBlue, ZimAmerican Israeli Shipping Company |
| 16          | California Bank &amp; Trust, Seven Star Lines, ZimAmerican Israeli Shipping Company, Ramon International Insurance Brokers (ZimAmerican) |
| 15          | Landmark Education Corporation, Continental Forwarding, Gringsby Brandford & Co., H.W. Robinson & Co. |
| 14          | Instinet, Dun & Bradstreet, Port Authority of New York & New Jersey, Aeolian Shipping Company, C. Allen &amp; Co., Hirshbach & Smith, VanderGrift Forwarding |
| 13          | Instinet |
| 12          | Bank of America, Lafayette Shipping Company, Instinet |
| 11          | Bank of America, Porcella Vicini & Co., Primark Decision Economics, Raymond James &amp; Associates, Allstate Insurance Company, Tes USA |
| 10          | Bank of America, Export Import Service, Hauser Air Corporation |
| 9           | Bank of America, Foreign Credit Insurance Association |
| 8           | Stockwerk für Technik |
| 7           | Stockwerk für Technik |
| 6           | — |
| 5           | Gayer, Shyu & Wiesel |
| 4           | Geiger & Geiger |
| 3           | Port Authority of New York & New Jersey, LG Insurance Company, W.R. Hambrecht |
| 2           | — |
| L           | Avis, Delta Air Lines, Olympia Airport Express, Trans World Airlines, Continental Airlines, Continental Enterprises, Citibank |
| C           | Die Mall des World Trade Centers |

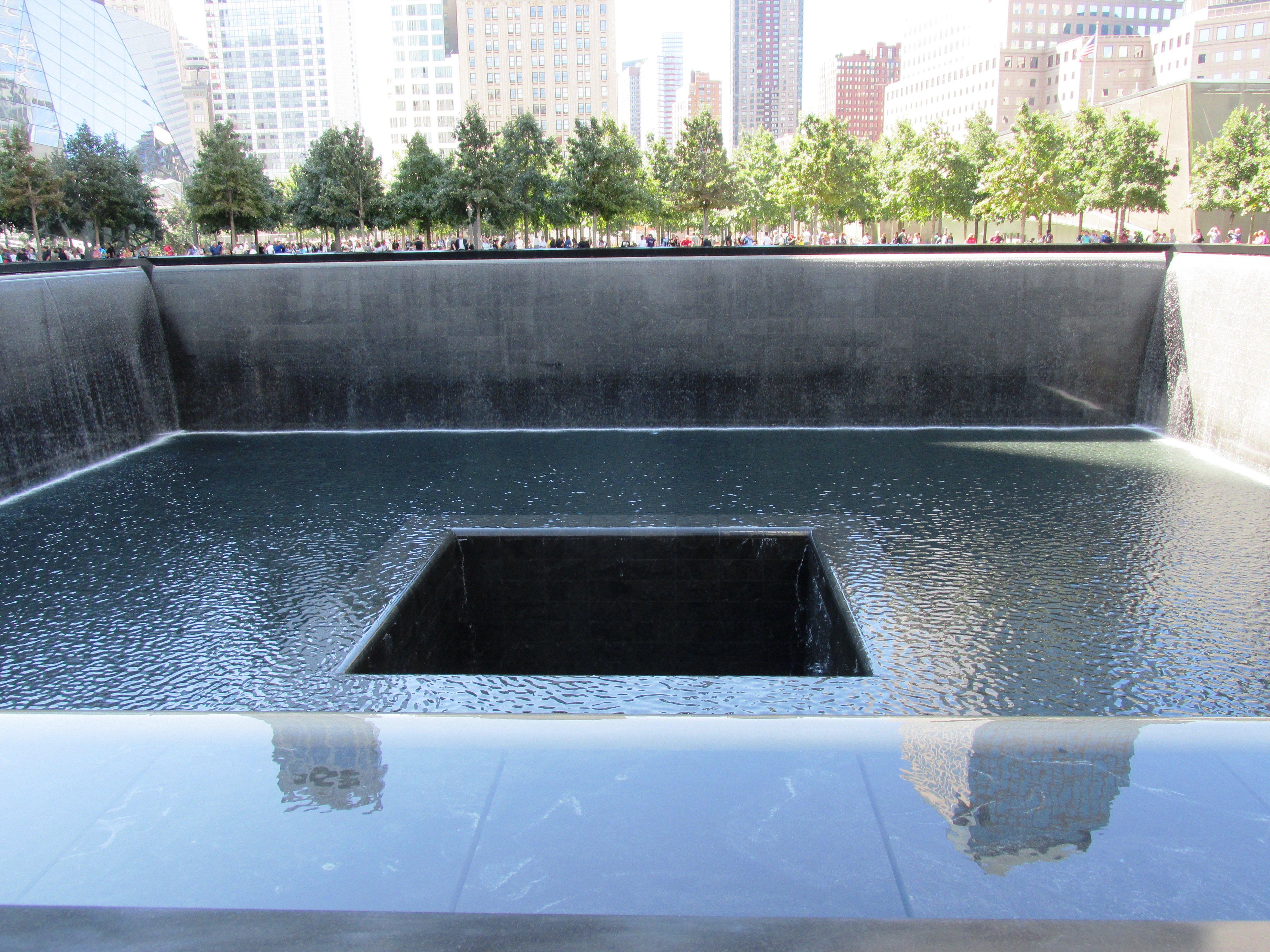
Der Nordpool des National September 11 Memorial & Museum, zeigt, wo der Nordturm einst stand.

Stockwerk unbekannt: Alliance Global Finance, Associated Charter Marine, Carreden Group, CIF Agency, Dimetol International Trade, Eastern Capital Corporation, Falcon International Freight, First Pacific Rim, GAC Shipping, Garwood Financial, Globe Shipping Company, GSI Cargo Service, Hachijuni Bank, Hanil Securities, Lin Brothers International, Pluto Commodities, Port Newark

### 92. Stockwerk
Obwohl das 92. Stockwerk theoretisch das erste Stockwerk war, das unter der Einschlagszone von Flug 11 war, gab es auf diesem keine Überlebenden. 69 Personen meldeten sich an diesem Morgen zur Arbeit, darunter 67 Mitarbeiter von Carr Futures, einem Mieter im 92. Stock. Der Einschlag selber verschonte die Personen im 92. Stock und richtete keinen direkten Schaden am Stockwerk an. Durch die Wucht des Aufpralls stürzten jedoch Wände ein und verursachte nicht-strukturelle Schäden wie zerbrochene Fenster, zerbrochene Deckenplatten und durchtrennte elektrische Leitungen sowie knietiefe Überschwemmungen in verschiedenen Räumen im 92 Stock. Durch mehrere Anrufe berichteten Personen, die auf diesem Stockwerk gefangen waren, dass sie durch Trümmerteile, die von der Einsturzstelle gefallen waren, gefangen waren. Durch den zentralen Einschlag in den Kern des Nordturms wurde nicht nur die Treppe unpassierbar, sondern auch der Aufzugsbetrieb im Wolkenkratzer ab dem 50. Stockwerk unterbrochen, wodurch alle Fluchtwege für Personen oberhalb des 91. Stock unpassierbar wurden.
Anfangs waren die Bedingungen im 92. Stockwerk wahrscheinlich nicht anders als im 91. Stockwerk, aus dem alle überlebten und entkamen. Die Situation änderte sich sehr schnell, als entflammbarer Flugzeugtreibstoff in den 92. Stock auslief und Brände entfachte, die sich rasch auf die Ostseite des Turms ausbreiteten. Innerhalb von 12 Minuten nach dem Aufprall kam es zu den ersten bekannten Todesfällen in diesem Stockwerk, als acht Arbeiter gezwungen waren, vom nördlichen Ende der Ostseite des Turms zu springen, um einer sich schnell ausbreitenden Flammenwand zu entkommen. Dies passierte über einen dreiminütigen Zeitraum. Die Übriggebliebenen schlugen sich in einen ungenutzten Bereich auf der Westseite des Stockwerks durch, der zunächst frei von Rauch und Feuer war. Einige Bilder zeigen jedoch, dass sich der Brand an der Nordseite des Turms schließlich nach Westen zu ihrem erst sicheren Zufluchtsort in diesem Teil des Stockwerks ausbreitete, so dass man durch die Bedingungen nicht mehr überleben konnte.
Der letzte Anruf aus dem Nordturm kam von Thomas McGinnis, ein Händler auf dem 92. Stock, als er zu seiner Ehefrau Iliana um 10:18 Ortszeit durchkam. McGinnis und einige andere waren die ganze Zeit über in einem Konferenzraum eingeschlossen, nachdem die Tür durch das Einknicken des Gebäudes beim Einschlag des Flugzeugs verklemmt war und sie von allen anderen im Stockwerk getrennt wurden. Als McGinnis anrief, stand der größte Teil der Etage in Flammen, und die Gruppe hatte nur noch wenig Platz, um nicht zu verbrennen. Trotz der Versuche seiner Frau, ihn zu beruhigen, glaubte McGinnis nicht, dass sie überleben würden. Der Südturm war bereits um 09:59 eingestürzt, und McGinnis erzählte ihr, dass er Menschen aus den oberen Stockwerken springen sah. Die Leitung brach um 10:26 Uhr zusammen, zwei Minuten vor dem Einsturz des Turms.

### Mieter, die vor den Anschlägen ausgezogen sind
Zwischen 1978 und 1995 befand sich das Konsulat von Paraguay in der Suite 1609 des 1 World Trade Center. Home Lines befand sich von 1974 bis 1988 in der Suite 3969.

Der Nordturm, kurz nachdem er von American Airlines Flug 11 getroffen wurde.